# 마르쿠스 안니우스 베루스 카이사르
마르쿠스 안니우스 베루스 카이사르 (Marcus Annius Verus Caesar, 162년 혹은 163년 – 169년 9월 10일)는 로마 황제 마르쿠스 아우렐리우스와 황후 소 파우스티나 사이에서 태어난 아들이다. 안니우스는 형제인 콤모두스와 함께 로마 제국의 공동 후계자로 지목되며 서기 166년 10월 12일에 부제가 되었다. 안니우스는 귀의 종양을 제거하려는 수술로 인한 합병증으로 169년 9월 10일 일곱 살이라는 나이에 사망했다. 그의 죽음으로 콤모두스가 단독 후계자가 되었다.

## 생애

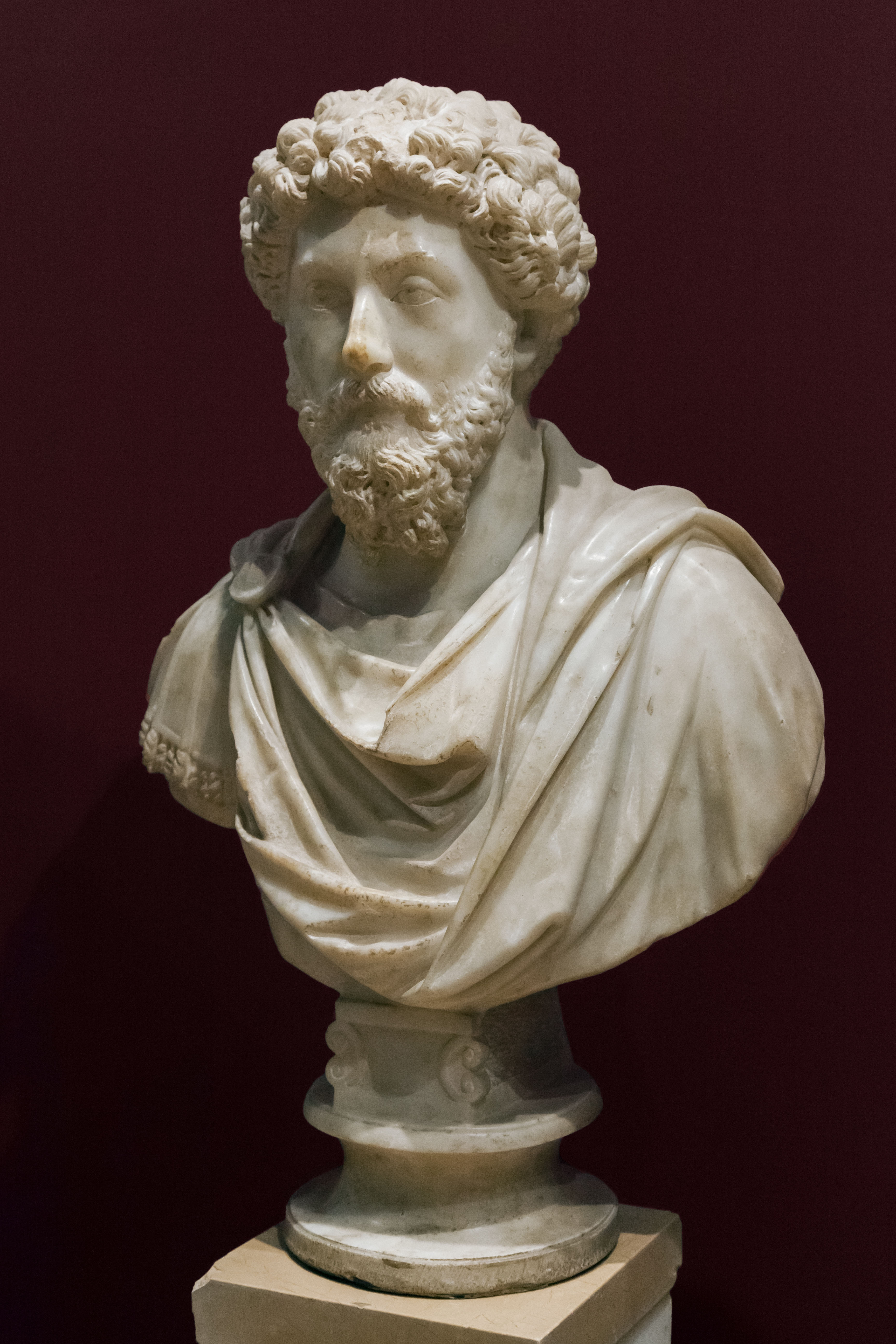
안니우스의 아버지인 마르쿠스 아우렐리우스의 흉상

마르쿠스 안니우스 베루스는 서기 162년 말 혹은 163년에 마르쿠스 아우렐리우스와 소 파우스티나의 아들로 태어났다. 그는 마르쿠스 안니우스 베루스라는 이름이 붙여졌는데 이 이름은 본래 그의 아버지인 마르쿠스 아우렐리우스의 본명이었기 때문이었다.
루키우스 베루스의 파르티아 전쟁의 승전을 기념하는 로마 개선식이 열리던 서기 166년 10월 12일에, 안니우스와 그의 형 콤모두스는 이 형제들을 로마 제국의 공동 후계자로 지정하는, 부제가 되었다. 같은 시기, 안니우스는 세 살이었고, 콤모두스는 다섯 살이었다. 이렇게 어린 나이에 명백한 후계권자 선포가 이뤄진 것은 최초였으며, 후계자로 여겨지는 자가 모든 직위의 기술들을 배우기 위해 요직들을 거치며 점차 성장하는 전통적인 '쿠르수스 호노룸'에서 새로운 황제 계승 체제로 전환을 보여주는데, 새로운 체제에서는 가문 혈통에 따른 세습 상속이 황제 자리에 오르는 길이며 후계자들은 황제가 되는 법을 배웠다.
안니우스는 169년 9월 10일 7세의 나이에 귀에 있는 종양을 제거하다가 합병증으로 사망했다. 이는 콤모두스를 유일 후계자로 만들었다. 그의 아버지인 마르쿠스 아우렐리우스는 공무를 이어나가면서도 겨우 5일간만 그의 죽음을 애도하였다. 아우렐리우스는 유피테르 옵티무스 막시무스 제전이 진행 중이었기에, 애도 때문에 이 제전을 중단시킬 수는 없다고 하였다. 그의 적은 애도는 감정의 위험을 가르치는 스토아 철학 및, 사랑하는 이들을 잃으면서 비롯한 슬픔을 남자답지 못하고 부자연스러운 것으로 여기는 로마의 문화적 규범에서 영향을 받았을 것으로 보인다. 아우렐리우스는 아들을 애도하는 조각상들을 만들라고 시키고 그의 형상을 담은 금판을 제전 중에 챙기도록 하였다. 아우렐리우스는 또한 12명으로 이뤄진 사제 집단인 살리단이 부르는 제의가인 '카르멘 살리아레'에 죽은 아들의 이름을 넣도록 하였다.

## 가족
안니우스 베루스는 마르쿠스 아우렐리우스와 소 파우스티나의 아들이다. 안니우스는 출생 순서에 따라 도미티아 파우스티나, 티투스 아우렐리우스 안토니누스, 티ㅜ스 아일리우스 아우렐리우스, 안니아 아우렐리아 갈레리아 루킬라, 안니아 갈레리아 아우렐리아 파우스티나, 티투스 아일리우스 안토니누스, 이름 불명의 아들, 안니아 아우렐리아 파딜라, 안니아 코르니피키아 파우스티나 미노르, 티투스 아우렐리우스 풀부스 안토니누스, 루키우스 아우렐리우스 콤모두스 안토니누스 (콤모두스) 등의 동생이었다. 안니우스는 또한 하드리아누스, 비비아 아우렐리아 사비나 등의 형 및 오빠였다.

### 참고 문헌
- Adams, Geoff W. (2013a). 《Marcus Aurelius in the Historia Augusta and Beyond》. Lanham, Md.: Lexington Books. ISBN 9780739176382.
- Adams, Geoff W. (2013b). 《The Emperor Commodus: Gladiator, Hercules or a Tyrant?》. Boca Raton: Universal-Publishers. ISBN 9781612337227.
- Birley, Anthony (1993). 《Marcus Aurelius, a Biography》. London: Routledge. OCLC 957321189.
- Klonnek, Martin (2014). 《Chronologie des Römischen Reiches 2: 2. Jh. - Jahr 100 bis 199》 [Chronology of the Roman Empire 2: 2nd century - year 100 to 199] (독일어). Online: Berlin epubli GmbH. ISBN 9783737507028.
- McLynn, Frank (2009). 《Marcus Aurelius: a Life》. New York: Da Capo Press. ISBN 9780786745807.
- Stephens, William O. (2012). 《Marcus Aurelius: a Guide for the Perplexed》. New York: Continuum International Publications Group. ISBN 9781441108104.

## 추가 서적 자료
- Vagi, David L. (2000). 《Coinage and History of the Roman Empire, c. 82 B.C.- A.D. 480.》. Chicago: Fitzroy Dearborn. ISBN 9781579583163.